# Соловьёв, Леонид Сергеевич
Леони́д Серге́евич Соловьёв (24 октября 1932, Прокопьевск, Западно-Сибирский край — 30 сентября 2021) — бригадир проходческой бригады шахты им. Дзержинского, г. Прокопьевск, Кемеровская область, Герой Социалистического Труда.

## Биография
Родился 24 октября 1932 года в городе Прокопьевске (на территории современной Кемеровской области) в семье потомственного шахтера. По окончании семилетней школы поступил в ремесленное училище, окончил его в 1949 году, и, получив шахтёрскую профессию подземного электрослесаря, поступил на работу на шахту «Манаеха».
В период с 1951 по 1954 года проходил срочную службу в армии, после увольнения вновь пошел работать на ту же шахту «Манаеха» подземным электрослесарем.
С 1955 работал проходчиком, а с 1973 года — бригадиром проходческой бригады на шахте им. Дзержинского. Возглавляя бригаду проходчиков, осуществлял подготовку выработок для выемки угля. В 1974 году за трудовые достижения Леонид Сергеевич награждён орденом Трудового Красного Знамени. В 1981 году за производственные достижения, досрочное выполнение плановых заданий и социалистических обязательств по проходке горных выработок награждён орденом Ленина.
17 апреля 1985 года Леониду Сергеевичу Соловьеву присвоено звание Героя Социалистического Труда за выдающиеся производственные достижения, досрочное выполнение плановых заданий и социалистических обязательств по проходке горных выработок и проявленный трудовой героизм с вручением второго ордена Ленина.
Соловьев Леонид Сергеевич полный кавалер знака «Шахтёрская слава», Почётный шахтер, Почётный гражданин города Прокопьевска. Он дважды избирался депутатом Прокопьевского городского Совета народных депутатов, а в 1982—1987 годах — членом ВЦСПС.
В 1982 году вышел на пенсию, но продолжал работу на шахте: до 1989 года бригадиром проходчиков, а затем до 1994 года — электрослесарем. В 1994 году переехал на постоянное место жительства в город Сосновый Бор Ленинградской области.
С 1994 года работал в УПП, «Титанстроймонтаже».
Скончался 30 сентября 2021 года.